# روبرت جاكوبسن
روبرت جاكوبسن (بالدنماركية: Robert Jacobsen)‏ هو نحات ورسام دنماركي، ولد في 4 يونيو 1912 في كوبنهاغن في الدنمارك، وتوفي في 26 يناير 1993 في Egtved ‏ في الدنمارك.